# Seraphim Falls
 (février 2024).
Si vous disposez d'ouvrages ou d'articles de référence ou si vous connaissez des sites web de qualité traitant du thème abordé ici, merci de compléter l'article en donnant les références utiles à sa vérifiabilité et en les liant à la section « Notes et références ».
Pour plus de détails, voir Fiche technique et Distribution.
Seraphim Falls est un western américain réalisé par David Von Ancken et sorti en 2006.

## Synopsis
Un jour de 1868, au moment de prendre son déjeuner, Gideon (Pierce Brosnan) est attaqué par un groupe d'hommes ayant à leur tête le colonel Morsman Carver (Liam Neeson). Une course poursuite s'engage entre les deux protagonistes à travers la chaîne Ruby dans le Nevada.
Ex-colonel confédéré, Carver traque Gideon, un ancien capitaine de l'Union, pour assouvir sa vengeance. Sa femme et ses enfants sont en effet morts brûlés vifs dans leur maison incendiée lors du passage d'une compagnie de cavalerie yankee commandée par Gideon. Déterminé à venger leur mort, Carver a embauché quatre hommes de main et s'est lancé à la poursuite de Gideon.
Gideon va échapper une première fois, de justesse et non sans peine, à ses poursuivants. Débute alors une traque infernale et inhumaine.

## Fiche technique
- Titre original et français : Seraphim Falls
- Réalisation : David Von Ancken
- Scénario : David Von Ancken et Abby Everett Jaques
- Musique : Harry Gregson-Williams
- Photographie : John Toll
- Cadreur : Daniel Moder
- Direction artistique : Guy Barnes
- Costumes : Deborah Lynn Scott
- Montage : Conrad Buff
- Durée : 125 minutes
- Genre : Western
- Dates de sortie :
  - Canada : 13 septembre 2006 (festival de Toronto)
  - États-Unis : 26 janvier 2007
  - France : 12 octobre 2007 (première télévisuelle)

## Distribution
- Pierce Brosnan (VFB : Pascal Racan) : le capitaine Gideon
- Liam Neeson (VFB : Daniel Nicodème) : le colonel Carver
- Anjelica Huston (VFB : Francine Laffineuse) : Mme Louise Fair
- Angie Harmon (VFB : Rosalia Cuevas) : Rose
- Michael Wincott (VFB : Jean-Marc Delhausse) : Hayes
- Ed Lauter (VFB : Patrick Waleffe) : Parsons
- John Robinson : l'enfant
- Robert Baker : Pope
- Wes Studi : Charon
- Jimmi Simpson : Virgil
- Nate Mooney : le cousin Bill
- James Jordan : Evan
- Kevin J. O'Connor : Henry
- Xander Berkeley : le chef de travaux ferroviaires
- Shannon Zeller : Charlotte
- Tom Noonan : le ministre / Abraham

## Production
Le tournage a eu entièrement lieu aux États-Unis et comprend :
- Taos, Santa Fe et Lordsburg au Nouveau-Mexique
- McKenzie (rivière) et Sahalie Falls en Oregon.